# 韓公遠
韓公遠（？—？），直隸鹽山縣人。清朝将领。
康熙三十九年（1700年）中式庚辰科武進士，康熙四十七年（1708）官山东威海衞守備，後升長沙營都司。
善書法，書學董其昌，有真迹传世。